# Pieter Hartsen (1789-1846)
Pieter Hartsen (Amsterdam, 6 september 1789 - aldaar, 1 december 1846) was een koopman, assuradeur, gemeenteraadslid van Amsterdam en statenlid van Noord-Holland.

## Levensloop
Hartsen, lid van de familie Hartsen, was een zoon van Cornelis Hartsen (1751-1817), koopman en assuradeur, en diens tweede echtgenote Sara de Haan (1761-1832). Hij was lid van de firma Gebr. Hartsen. Hij trouwde in 1817 met Maria Hodshon (1792-1841) met wie hij negen kinderen kreeg. Hij werd in 1841 ingelijfd in de Nederlandse adel. Hij was doopsgezind en woonde aan de Keizersgracht bij de Spiegelstraat. Hij was de vader van Statenleden Cornelis Hartsen (1823-1895), later minister, en jhr. Pieter Hartsen (1833-1913) en de zwager van Statenlid Joan Hodshon (1789-1849).
Hartsen werd in 1826 lid van de Amsterdamse gemeenteraad wat hij tot 1846, tot aan zijn overlijden, zou blijven. In de periode 1840 tot 1846 was hij bovendien lid van Provinciale Staten van Noord-Holland. Vanaf 1825, ook tot zijn overlijden, was hij bovendien lid van de Kamer van Koophandel en Fabrieken van Amsterdam, van 1830 tot 1834 vicevoorzitter en vanaf 1834 voorzitter.